# Óscar López (football)
Pour les articles homonymes, voir Óscar López et López.
Óscar López Vázquez, né le 2 avril 1939 à Medellín en Colombie et mort le 20 décembre 2005 à Cali, est un joueur de football international colombien, qui évoluait au poste de défenseur.

## Biographie

### Carrière en sélection
Avec l'équipe de Colombie, il joue 28 matchs (pour aucun but inscrit) entre 1961 et 1972. Il figure dans le groupe des sélectionnés lors de la Coupe du monde de 1962.
Il participe également à la Copa América de 1963.

## Palmarès
Deportivo Cali
- Championnat de Colombie (5) :
  - Champion : 1965, 1967, 1969, 1970 et 1974.

- Coupe de Colombie :
  - Finaliste : 1963.